# Халдинское (сельское поселение)
Халдинское — упразднённое муниципальное образование со статусом сельского поселения в Селтинском районе Удмуртии Российской Федерации.
Административный центр — село Халды.

## История
Статус и границы сельского поселения установлены Законом Удмуртской Республики от 28 января 2005 года № 1-РЗ «Об установлении границ муниципальных образований и наделении соответствующим статусом муниципальных образований на территории Селтинского района Удмуртской Республики».
Законом Удмуртской Республики от 5.04.2021 № 23-РЗ к 18 апреля 2021 года было упразднено в связи с преобразованием Селтинского района в муниципальный округ.

## Население
| 2010 | 2012 | 2013 | 2014 | 2015 | 2016 | 2017 |
| ---- | ---- | ---- | ---- | ---- | ---- | ---- |
| 578  | ↗582 | ↘556 | ↘537 | ↘530 | ↘522 | ↘498 |
| 2018 | 2019 | 2020 |      |      |      |      |
| ↘482 | ↘471 | ↘457 |      |      |      |      |

## Состав сельского поселения
| № | Населённый пункт   | Тип населённого пункта       | Население |
| - | ------------------ | ---------------------------- | --------- |
| 1 | Бигеней            | деревня                      | ↗6        |
| 2 | Истомино           | деревня                      | ↗7        |
| 3 | Мельничата         | деревня                      | ↘71       |
| 4 | Прой-Балма         | деревня                      | ↘31       |
| 5 | Толошур            | деревня                      | →85       |
| 6 | Халды              | село, административный центр | ↗370      |
| 7 | Юберинский         | починок                      | ↘8        |
| 8 | Юберинский Перевоз | деревня                      | ↗4        |